# Concierto
| Đánh giá chuyên môn                 | Đánh giá chuyên môn |
| Nguồn đánh giá                      | Nguồn đánh giá      |
| Nguồn                               | Đánh giá            |
| ----------------------------------- | ------------------- |
| Allmusic                            | [ 1 ]               |
| The Rolling Stone Jazz Record Guide | [ 2 ]               |

Concierto là album phòng thu của ban nhạc 6 người (sextet) của nghệ sĩ guitar Jim Hall bao gồm Paul Desmond, Chet Baker, Ron Carter, Steve Gadd và Roland Hanna. Album được sản xuất bởi Creed Taylor và được hãng đĩa CTI Records thu âm trọn vẹn trong các ngày 16 và 23 tháng 4 năm 1975 tại phòng thu Van Gelder Studio, New Jersey.
Concierto được đặt tên theo giai điệu chủ đề dài tới hơn 19 phút, phóng tác theo thể loại cool jazz dựa trên bản hòa âm nhạc cổ điển nổi tiếng dành cho guitar Concierto de Aranjuez, sáng tác bởi Joaquín Rodrigo.

## Danh sách ca khúc
Mặt A
1. "You'd Be So Nice to Come Home To" (Cole Porter) – 7:08
2. "Two's Blues" (Jim Hall) – 3:51
3. "The Answer Is Yes" (Jane Hall) – 7:41

Mặt B
1. "Concierto de Aranjuez" (Rodrigo) – 19:22

Tái bản CD
1. "Rock Skippin'" (Ellington, Strayhorn) – 6:14
2. "Unfinished Business" (Andrews, Carter, Chavez, Hall, Von Roth) – 2:37
3. "You'd Be So Nice to Come Home To" [Alternate Take] – 7:28
4. "The Answer Is Yes" [Alternate Take] – 5:36
5. "Rock Skippin'" [Alternate Take] – 6:05

Các giai điệu 3 và 4 được thu âm ngày 16 tháng 4 năm 1975; các giai điệu 1, 2, 6, 8 được thu âm ngày 23 tháng 4 năm 1975.

## Thành phần tham gia sản xuất
- Jim Hall – guitar điện, guitar acoustic.
- Paul Desmond – alto saxophone.
- Chet Baker – trumpet.
- Roland Hanna – piano.
- Ron Carter – upright bass.
- Steve Gadd – trống.